# 헬로우 비타민 스타
《헬로우 비타민 스타》는 대한민국의 JTBC의 예능 프로그램이다. 상큼발랄 레모나 모델을 뽑는 방송 최초, 국내 최대 규모의 CF모델 공개 오디션 프로그램이다.

## 방송 시간
- 2013년 6월 29일 ~ 6월 30일 : 매주 토,일요일 밤 12시 25분